# Sophia Thomalla
Sophia Thomalla (Berlino, 6 ottobre 1989) è un'attrice tedesca.

## Biografia
Figlia degli attori André Vetters e Simone Thomalla, Sophia Thomalla è cresciuta fino a sette anni a Berlino per poi trasferirsi con la madre a Colonia. Dopo il completamento del quarto anno scolastico, si sono spostate prima a Kleinmachnow e poi a Gelsenkirchen. Nell'autunno del 2009 si è trasferita a Berlino per motivi professionali ed ha in seguito spostato la propria residenza, nel mese di ottobre 2010, nel Quartiere Olandese di Potsdam.
In gioventù ha praticato kickboxing a livello dilettante. Ha studiato dal 2007 al 2009 a Bochum, presso la scuola di recitazione Constantin. Dopo aver conosciuto il regista televisivo Sigi Rothemund, nel 2006 ha ottenuto il suo primo ruolo televisivo nella serie TV Commissario Laurenti, recitando al fianco degli attori Barbara Rudnik e Henry Hübchen; questa è stata la sua prima esperienza di recitazione.

## Vita privata
Dal 2016 al 2017 è stata sposata con il cantante norvegese Andy LaPlegua. Dal 2019 al 2021 è stata fidanzata con il portiere tedesco Loris Karius. Dal novembre 2021 ha una relazione con il tennista tedesco Alexander Zverev.

## Filmografia
- Il nostro amico Charly, regia di Christoph Klünker (2008)
- Commissario Laurenti (2006-2009)
- Zeit der Entscheidung - Die Soap Deiner Wahl, regia di Matthias Reischel (2009)
- Mein Flaschengeist und ich, regia di Andreas Senn (2009)
- SOKO Wismar, regia di Hans-Christoph Blumenberg (2010)
- Hanni & Nanni, regia di Christine Hartmann (2010)
- Eine wie keine, vari registi (2009-2010)
- Countdown, regia di Alexander Dierbach (2011)
- Der Bergdoktor, vari registi (2010-2011)
- Last Cop - L'ultimo sbirro (Der letzte Bulle), vari registi (2011)
- Pariser Platz - Berlin (2011)
- Die Trixxer, vari registi (2011)
- Dennis Satin, vari registi (2011)
- Guardia costiera (Küstenwache), regia di Raoul W. Heimrich (2012)